# Sparganothina cultrata
Espèce
Sparganothina cultrata est une espèce de papillons de nuit de la famille des Tortricidae.

## Répartition et habitat
Sparganothina cultrata est décrite du Sinaloa, au Mexique.

## Taxinomie
L'espèce Sparganothina cultrata est décrite par Bernard Landry en 2001.